# Sirdjam
Sirdjam est un village du Cameroun situé dans la Région du Nord, dans le département du Faro. Administrativement, il est intégré à l'arrondissement de Poli, chef-lieu du Faro, et au lamidat de Tété. Le village est situé à proximité de la rivière Mayo-Poli.

## Population
Lors du recensement de 2005 réalisé par le Bureau central des recensements et des études de population (BUCREP), 1 282 habitants y ont été dénombrés.

## Climat
Sirdjam bénéficie d'un climat tropical avec une saison des pluies qui a lieu durant l'été. La température annuelle moyenne est de 25.7 °C et la précipitation moyenne par an est de 1380 mm.

## Agriculture
Dans le village et dans les environs le Plan communal de développement de Poli recense des plantations de produits vivriers et maraichers (arachides, mais, mil, sorgho, niébé, manioc, macabo/taro,légumes et piment).